# Arnold Oosterveer
Arnold Oosterveer  est un footballeur néerlandais né le 1er mars 1959 à Groningue (Pays-Bas). 
Il a joué en France à Niort, Rennes et Valenciennes, comme défenseur.

## Carrière
- 1984-1986 : Stormvogels Telstar  Pays-Bas
- 1986-1988 : AZ Alkmaar  Pays-Bas
- 1988-oct. 1990 : Chamois niortais FC  France
- Oct. 1990-1992 : Stade rennais  France
- 1992-1993 : Valenciennes FC  France
- 1993-1996 : SC Heerenveen  Pays-Bas[1]